# نیمتس
نیِمِتس (چکی: Němec، تلفظ چکی: [ˈɲɛmɛts]) یک نام خانوادگی چکی است. افراد سرشناس با این نام از این قرارند:
- یان نیمتس، کارگردان اهل چکسلواکی
- دیان نمتس، دروازه‌بان فوتبال بازنشسته اهل اسلوونی